# Plestiodon marginatus
Plestiodon marginatus (japanisch オキナワトカゲ, Okinawa-Tokage) ist eine Skinkart der Gattung Plestiodon aus der Unterfamilie Scincinae, die im Süden Japans verbreitet ist. Im englischen Sprachraum wird die Art als Ousima skink oder Okinawa blue-tailed skink („Okinawa-Blauschwanz-Skink“) bezeichnet. 

## Merkmale und Lebensweise
Plestiodon marginatus

Link zum Bild

Plestiodon marginatus hat eine Gesamtlänge von 9 bis 18 cm bei einer Kopf-Rumpf-Länge von 6 bis 10 cm. Jungtiere haben einen leuchtend blauen Schwanz, dessen Farbe deutlich eher mit zunehmendem Alter verblasst als bei anderen japanischen Arten der Gattung Plestiodon.
Die Skinkart frisst kleine, wirbellose Tiere wie Insekten, Spinnen und Regenwürmer. Weibchen legen im Mai unter Steinen Gelege von 5 bis 8 Eiern.

## Verbreitungsgebiet und Gefährdungsstatus

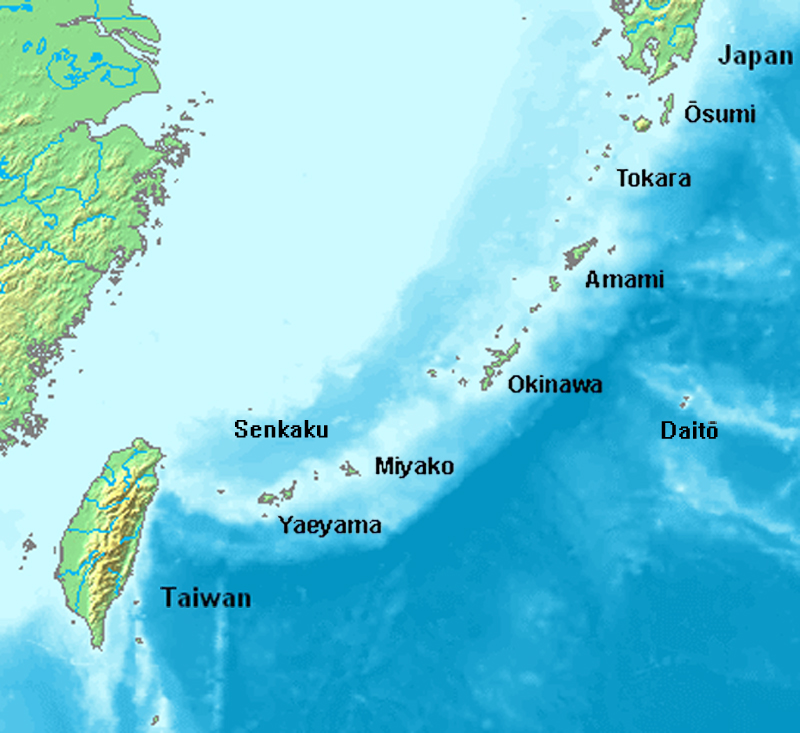
Lage der Nansei-Inselgruppen

Plestiodon marginatus ist in Japan endemisch, d. h. ausschließlich dort verbreitet. Die Art kommt auf der Okinawa-, Amami- (auf Yoronjima und Okinoerabu-jima)  und Tokara-Gruppe (auf Nakanoshima) der Ryūkyū-Inseln vor.
Die IUCN stuft die Art als potentiell gefährdet („Near Threatened“) ein. Eine mögliche Bedrohung sind auf den Inseln eingeführte Raubtiere wie die Mangustenart Urva auropunctata und das Japan-Wiesel (Mustela itatsi).

## Systematik
Die Art wurde 1861 von dem US-amerikanischen Herpetologen Edward Hallowell erstbeschrieben.
Weitere auf den Nansei-Inseln verbreitete Arten sind:
- P. barbouri auf den Amami-Inseln und Okinawa-Inseln
- P. elegans auf den Senkaku-Inseln
- P. kishinouyei auf den Miyako- und Yaeyama-Inseln
- P. kuchinoshimensis auf Kuchinoshima im Norden der Tokara-Inseln
- P. oshimensis auf den Amami- und Tokara-Inseln
- P. stimpsonii auf den Yaeyama-Inseln
- P. takarai auf vier der Senkaku-Inseln

Eine sympatrische Art ist somit P. barbouri auf Okinawa-jima und Amami-Ōshima.